# Nouvelle Pensée
 (août 2018).
Si vous disposez d'ouvrages ou d'articles de référence ou si vous connaissez des sites web de qualité traitant du thème abordé ici, merci de compléter l'article en donnant les références utiles à sa vérifiabilité et en les liant à la section « Notes et références ».
La Nouvelle Pensée (New Thought), parfois également appelée Penser Nouveau, est un courant de pensée spirituel qui s'est développé dans la seconde moitié du XIXe siècle aux États-Unis et existe encore de nos jours. Ce courant, à ne pas confondre avec le New Age, couvre un ensemble d'organisations, de penseurs et de théologiens partageant une série de croyances métaphysiques.
Le mouvement contemporain de la Nouvelle Pensée regroupe des dénominations religieuses, auteurs, gourous et individus qui partagent un ensemble de croyances concernant la métaphysique, la pensée positive, la loi de l'attraction, la guérison, la force de vie, la visualisation créative et le pouvoir personnel.

## Description
Les partisans de la Nouvelle Pensée adhèrent tout d'abord à une théorie de la guérison mentale selon laquelle toute maladie est provoquée par des croyances erronées : selon eux, une « pensée correcte » a un effet guérisseur. Ce même principe s'appliquerait à d'autres aspects de l'existence : il existerait ainsi une Loi de l'attraction permettant qu'une pensée positive dirigée vers un but déterminé aboutisse à sa concrétisation dans la réalité. Le mouvement est également panenthéiste : Dieu est omniprésent et la Création fait partie intégrante de la divinité. En conséquence, le mal n'existe pas réellement mais serait une projection des superstitions humaines dont il faut se libérer.
Phineas Quimby est considéré comme le précurseur de cette école de pensée et Emma Curtis Hopkins comme la fondatrice du mouvement religieux proprement dit. Parmi les auteurs prééminents, on peut citer William Walker Atkinson, Emmet Fox, Ernest Holmes, Florence Scovel Shinn ou encore Thomas Troward (en).
Les principales organisations appartenant à ce courant sont l'Église d’unité, la Science divine et la Science religieuse. Bien que partageant certains concepts avec la Nouvelle Pensée, la Science chrétienne, église fondée par Mary Baker Eddy, elle-même guérie initialement par Phineas Quimby, ne se reconnaît pas comme partie intégrante de cette mouvance et est généralement considérée comme un mouvement dissocié, bien que se fondant sur des postulats identiques au sujet de la guérison spirituelle. L’utilisation par ces mouvements du mot « science » ne renvoie pas aux sciences physiques ni à la méthode scientifique, mais s’entend comme une « connaissance » des lois divines. Par ailleurs, ces mouvements n'ont rien de commun avec l'Église de Scientologie.

## Chronologie
- 1859 : Phineas Quimby traite des patients selon sa théorie de la guérison mentale.
- 1879 : Mary Baker Eddy fonde la Science chrétienne.
- 1886 : Emma Curtis Hopkins commence à dispenser son enseignement au sujet de la Nouvelle Pensée.
- 1888 : Malinda Cramer (en) fonde l'Église de la science divine
- 1889 : Charles Fillmore (Unity Church) (en) et Myrtle Fillmore fondent l'Église d’unité.
- 1925 : Florence Scovel Shinn, publie The Game of Life (book) (en)
- 1927 : Ernest Holmes fonde la Science religieuse.
- 1931 : Emmet Fox devient pasteur de la Science divine et ses conférences ont beaucoup de succès.
- 2000: Iyanla Vanzant, est ordonnée ministre de la Nouvelle Pensée.